# Mutterliebe (Raumschiff Enterprise – Das nächste Jahrhundert)
Mutterliebe (Originaltitel: The Bonding) ist die fünfte Folge der dritten Staffel der US-amerikanischen Science-Fiction-Fernsehserie Raumschiff Enterprise – Das nächste Jahrhundert. Sie wurde in den Vereinigten Staaten über Syndication vermarktet und erstmals am 23. Oktober 1989 auf verschiedenen Fernsehsendern ausgestrahlt. In Deutschland war sie zum ersten Mal am 31. Juli 1992 in einer synchronisierten Fassung im ZDF zu sehen.

## Handlung
Im Jahr 2366 bei Sternzeit 43198.7 erforscht die Enterprise einen Planeten, der einst von den Koinonianern bewohnt wurde. Diese Zivilisation hatte sich vor Jahrhunderten in einem Krieg selbst ausgelöscht. Ein von Sicherheitschef Worf geleitetes Außenteam untersucht auf dem Planeten Ruinen, als es plötzlich zu einer Explosion kommt. Lieutenant Marla Aster, ein Mitglied des Teams, wird dabei getötet. Die Schiffsbesatzung ist von ihrem Tod sehr getroffen. Captain Picard muss Asters zwölfjährigem Sohn Jeremy die traurige Nachricht überbringen. Dieser ist nun Vollwaise. Auch der junge Fähnrich Wesley Crusher ist von dem Vorfall sehr berührt, denn vor mehreren Jahren musste Picard ihn über den Tod seines Vaters unterrichten.
Chefingenieur La Forge soll mit einem zweiten Außenteam klären, wie es zu der Explosion kommen konnte. Er findet heraus, dass Aster durch eine Sprengfalle getötet wurde, die noch aus dem letzten Krieg stammte. In der Nähe des Unfallorts findet er mehrere weitere Exemplare, die offenbar ausgegraben und entschärft wurden. Es bleibt allerdings ein Rätsel, wer dafür verantwortlich ist, denn auf dem Planeten scheint es kein Leben zu geben.
Worf fühlt sich für Jeremy Aster verantwortlich. Da auch er als Kind seine Eltern verloren hat, kommt ihm die Idee, mit Jeremy das R'uustai-Ritual aus seiner klingonischen Heimat durchzuführen, durch das er und Jeremy miteinander verbunden werden sollen.
Plötzlich kommt es zu einem rätselhaften Energieanstieg auf der Planetenoberfläche und eine Entladung trifft die Enterprise. Kurz darauf trifft Jeremy Aster in seinem Quartier seine totgeglaubte Mutter wieder. Sie versichert Jeremy, dass alles gut ist und dass die beiden von jetzt an auf dem Planeten leben werden. Die Besatzung bemerkt schnell, dass sie es mit einer Lebensform zu tun hat, die die Gestalt von Marla Aster angenommen hat. Jeremy möchte aber glauben, dass sie seine Mutter ist. Es kann verhindert werden, dass sie mit dem Jungen auf den Planeten beamt, doch sie bleibt hartnäckig und gibt ihrem Quartier das Aussehen ihres alten Hauses auf der Erde.
Captain Picard sucht das Gespräch mit der Lebensform. Sie erklärt, dass es auf dem Planeten ursprünglich zwei intelligente Spezies gegeben hat. Die erste waren die Koinonianer, die sich gegenseitig vernichtet haben. Die zweite Spezies besteht aus reiner Energie. Diese Wesen hätten damals die Möglichkeit gehabt, die Selbstauslöschung der Koinonianer zu verhindern, sie entschieden sich aber zur Nichteinmischung. Das bedauerten sie später und sie verpflichteten sich, dafür zu sorgen, dass dieser Krieg keine weiteren Opfer fordern sollte. Durch den Tod von Marla Aster fühlen sie sich nun Jeremy gegenüber verpflichtet und wollen ihm ein angenehmes Leben ermöglichen.
Picard erklärt, dass die Wesen Jeremy nur eine Scheinwelt bieten können. Er wäre dort ohne Freunde und ohne ein Ziel im Leben. Menschen müssten lernen, mit Verlusten umzugehen, denn dadurch würden sie stärker. Schließlich überwindet sich Wesley Crusher und berichtet Jeremy von den Gefühlen, die er hatte, als er vom Tod seines Vaters erfuhr. Er war damals sehr wütend auf Picard, denn der hatte die Mission geleitet, auf der sein Vater starb. Er hatte sich damals gewünscht, dass Picard anstelle seines Vaters gestorben wäre. Jeremy erkennt, dass er Worf gegenüber die gleiche Wut empfindet. Das hilft ihm, den Tod seiner Mutter zu akzeptieren. Ihm wird klar, dass Worf keine Schuld trifft, und die beiden führen schließlich das R'uustai-Ritual durch.

## Verbindungen zu anderen Star-Trek-Produktionen
Marla Aster wurde in Folge 5.16 (Die Operation) von Raumschiff Enterprise – Das nächste Jahrhundert aus dem Jahr 1992 noch einmal erwähnt. Die Figur des Jeremy Aster wurde lediglich in nicht-kanonischen Werken (ein Comic und zwei Romane) wieder aufgegriffen.

## Produktion
Ab dieser Folge übernahm Michael Piller als Nachfolger von Michael Wagner den Posten des Showrunners von Raumschiff Enterprise – Das nächste Jahrhundert.

### Drehbuch
Mutterliebe war die erste Star-Trek-Folge, für die Ronald D. Moore das Drehbuch verfasste. Im Laufe seiner Karriere war Moore an den Drehbüchern von 29 Folgen Raumschiff Enterprise – Das nächste Jahrhundert, 31 Folgen Star Trek: Deep Space Nine und zwei Folgen Star Trek: Raumschiff Voyager sowie von zwei Spielfilmen beteiligt.
Moore hatte seine Geschichte während einer Studiotour einem Assistenten von Star-Trek-Schöpfer Gene Roddenberry überreicht, der sie für gut befand. Dennoch blieb sie zunächst für etwa sieben Monate unbeachtet. Als Michael Piller Showrunner wurde, herrschte ein Mangel an verwertbaren Geschichten für neue Folgen. Er ging daher alte Ideen durch und stieß dabei auf Moores Geschichte. Auch ihm gefiel sie und er bat Moore, daraus ein Drehbuch zu entwickeln.
Moores Drehbuch erfuhr noch einige größere Überarbeitungen durch Melinda Snodgrass und Michael Piller. Im ursprünglichen Entwurf hätte Jeremy Aster ein Abbild seiner Mutter auf dem Holodeck erschaffen sollen. Das widerstrebte allerdings Gene Roddenberry. Er war der Meinung, dass sich die Menschen im 24. Jahrhundert derart weiterentwickelt hätten, dass Kinder den Tod leichter akzeptieren könnten. Piller änderte die von Jeremy erschaffene Holodeck-Figur daher zu einem außerirdischen Wesen, das aus eigenem Antrieb Marla Asters Aussehen annimmt.

### Kulissen
Der Computerkontrollraum der Enterprise ist hier zum zweiten und letzten Mal zu sehen.

## Rezeption
Keith DeCandido bewertete Mutterliebe 2011 auf tor.com als eine sehr gute Folge von Raumschiff Enterprise – Das nächste Jahrhundert. Dem großartigen Drehbuch von Ronald D. Moore und der Regiearbeit von Winrich Kolbe sei es zu verdanken, dass eine eigentlich recht durchschnittliche Handlung durch hervorragende Charaktermomente deutlich aufgewertet wird. Ebenso gefiel ihm, dass die Folge mit dem Klischee des austauschbaren Redshirts bricht. Allzu oft blieb in früheren Folgen der Tod eines Gastcharakters ohne Konsequenzen. Dass man sich in Mutterliebe aber doch damit auseinandersetzt, vermittelt das Gefühl, dass es tatsächlich eine Verbundenheit zwischen allen Mitgliedern der Schiffsbesatzung gibt und nicht nur zwischen den Hauptfiguren. Als einzigen Negativpunkt nannte DeCandido Gabriel Damon, der leider eine Fehlbesetzung für die Rolle des Jeremy Aster sei.